# Václav Marhoul
Václav Marhoul (né le 30 janvier 1960 à Prague) est un réalisateur, scénariste, acteur et producteur de cinéma tchèque.

## Filmographie

### Comme réalisateur
- 2003 : Mazaný Filip
- 2008 : La Bataille de Tobrouk (Tobruk)
- 2019 : L'Oiseau bariolé (Nabarvené ptáče)

### Comme scénariste
- 2003 : Mazaný Filip
- 2008 : La Bataille de Tobrouk (Tobruk)
- 2019 : L'Oiseau bariolé (Nabarvené ptáče)

### Comme producteur
- 1998 : Le Lit (Postel)
- 2008 : La Bataille de Tobrouk (Tobruk)
- 2019 : L'Oiseau bariolé (Nabarvené ptáče)

#### Comme producteur exécutif
- 1995 : The Shooter
- 2003 : Mazaný Filip

#### Comme directeur de production
- 1987 : Papilio
- 1989 : Prazská petka
- 1991 : Kour